# 1830 a tudományban
Az 1830. év a tudományban és a technikában.

## Események
- Barthélemy Thimonnier francia feltaláló feltalálja a varrógépet

## Publikációk
- Charles Lyell publikálja a Principles of Geology (A geológia alapelvei) első kötetét. Alcíme: Being an attempt to explain the former changes of the Earth's surface, by reference to causes now in operation (Kísérlet a Föld felszínén korábban bekövetkezett változások magyarázatára, figyelembe véve a ma is működő okokat). A második kötet 1832-ben, a harmadik 1833-ban jelent meg.[1]

## Születések
- május 10. – François-Marie Raoult francia fizikus, nevét őrzi a termodinamikában a Raoult-törvény († 1901)
- július 3. – Schenek István vegyész, főiskolai tanár, az akkumulátorgyártás magyar úttörője († 1909)
- augusztus 19. – Julius Lothar Meyer német kémikus († 1895)

## Halálozások
- május 16. – Joseph Fourier francia matematikus és fizikus. Leginkább a Fourier-sor megalkotójaként ismert, amit a hőáramlás egyenletének megoldásához használt fel. Felfedezte az üvegházhatást, és róla nevezték el a Fourier-transzformációt (* 1768)